# 新北市私立金陵女子高級中學

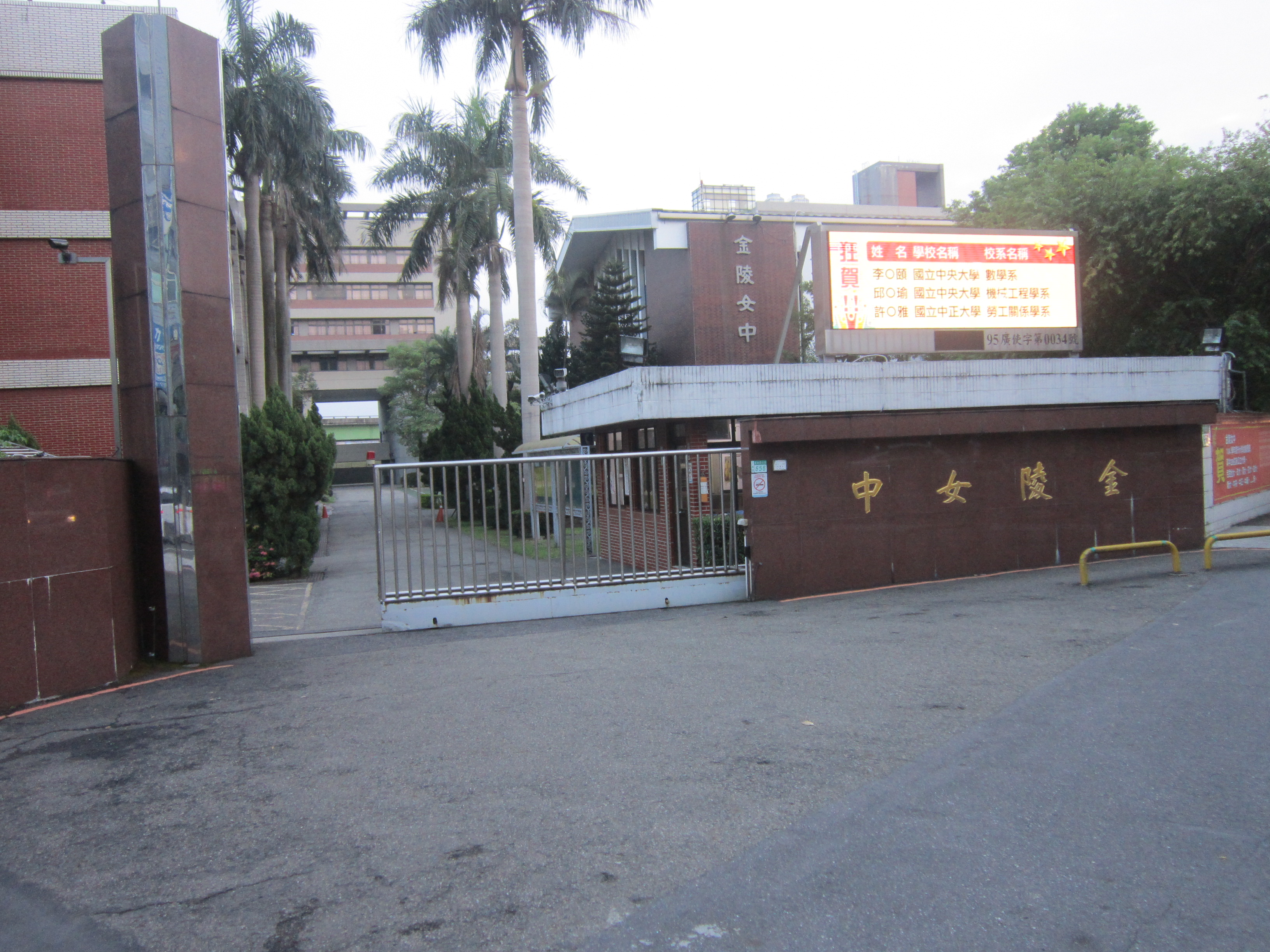
金陵女中大門一景

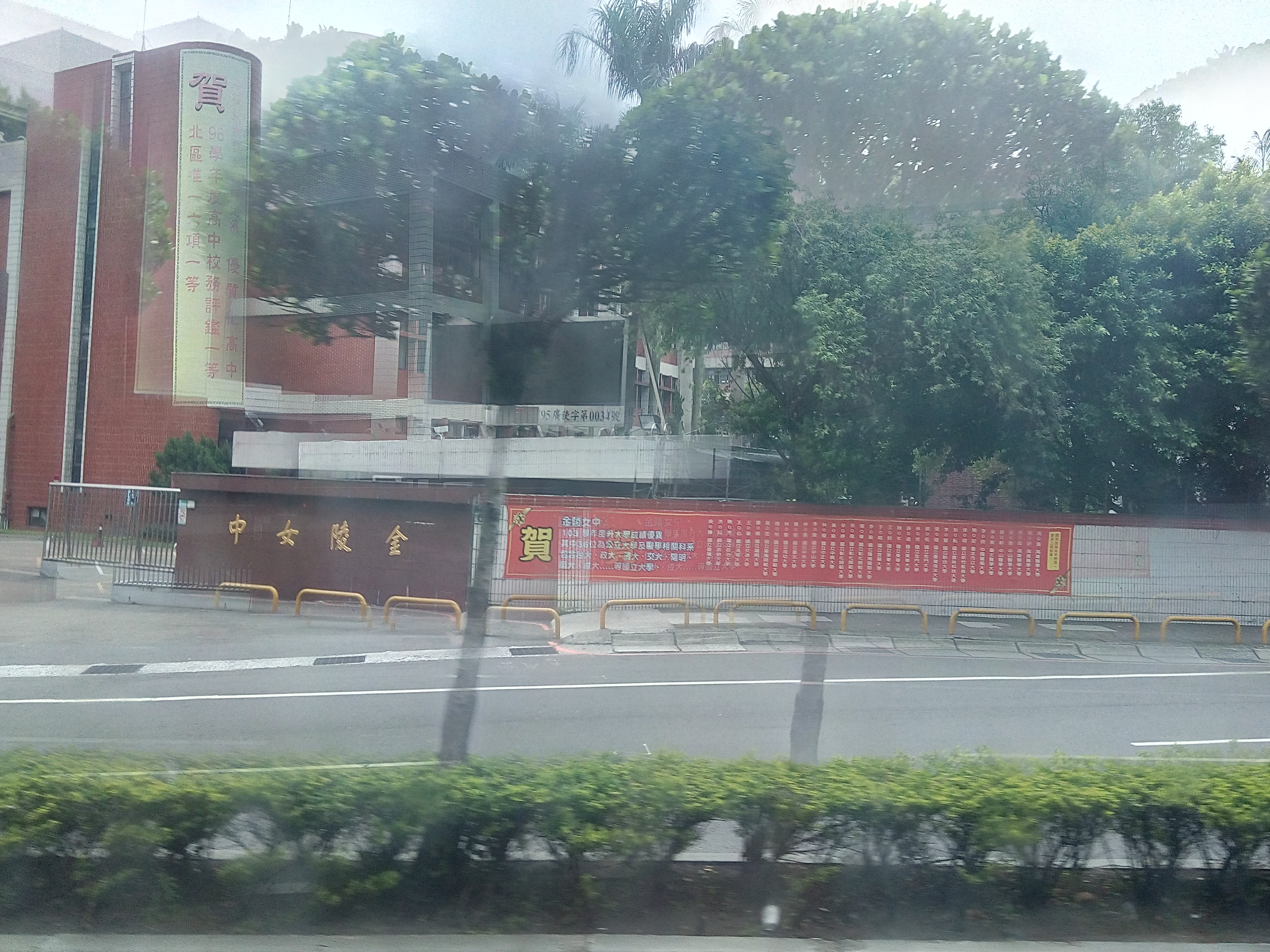
金陵女中

金陵女中（英語：Ginling Girls' High School）全名為金陵學校財團法人新北市金陵女子高級中學，是一所位於台灣新北市三重區的私立學校。由南京金陵女子大學的校友於1956年在臺灣建校。2013年，更名為新北市金陵女子高級中學。

## 校史
國民政府遷台，在台灣的金陵女子大學校友，希望在台復校，由於當時設立大學諸多條件限制，故轉而籌辦中學。
1954年組成建校委員會，當時以籌措基金、尋覓校地為主。爾後購置校地於臺北縣三重市的「以德新村」。
校地取得後，於1956年由金陵女子大學校友會組織「金陵女子中學董事會」，由校友會會長賴孫德芳女士為首任董事長，於是年11月5日奉准立案開學，首任校長為徐秀英女士，首屆招生僅設高國一各一班，學生共54人。
由於政府廣設公立高中，故於1993年退出私校聯招，改為獨立招生。隔年成立「金陵文教基金會」，用於拓展文教工作及贊助學校活動。

## 友校
- 南京金陵女子大學：1952年南京大學師範學院独立迁到金陵女子大學校址，成为今日的南京师范大学随园校区。
- 南京金陵大學[註 1]：1952年新的金陵大學整体併入南京大学，成为今日南京大學鼓楼校区。

## 校友
- 鄧麗君：台灣女歌手、演員及慈善家。
- 林青霞：台灣影視演員、作家。
- 王小棣：知名導演，國中部第10屆畢業。
- 陳昕葳：台灣女歌手、演員。

## 註解
1. ↑  金陵女子大學和金陵大學原為兄妹學校，皆為美國所辦教會大學。1951年，金陵女子文理學院（原金陵女子大學）和金陵大學合併，金陵女子大學附屬中學和金陵大學附中合併

## 外部連結
- 新北市金陵女子高級中學 （页面存档备份，存于）